# Jiří Mucha (soudce)
Jiří Mucha (* 11. května 1946) byl od roku 2003 do roku 2013 soudcem Ústavního soudu.

## Život
Práva vystudoval na Právnické fakultě Univerzity Karlovy v Praze v roce 1969, téhož roku zde získal i titul doktora práv v oboru mezinárodního práva. Během studií navíc absolvoval dva studijní pobyty na Mezinárodní fakultě pro výuku srovnávacího práva v Montrealu a Štrasburku.
Nejdříve působil jako advokátní čekatel a poté jako advokát v Praze, věnoval se především mezinárodní agendě. V letech 1993–1998 byl členem Evropské komise pro lidská práva při Radě Evropy, poté působil v diplomacii a jako předseda Skupiny zpravodajů Výboru ministrů Rady Evropy pro právní spolupráci a od roku 2002 byl velvyslancem a stálým představitelem České republiky při Radě Evropy ve Štrasburku.
Soudcem Ústavního soudu byl jmenován prezidentem Václavem Havlem dne 28. ledna 2003.